# Coppa del Mondo juniores di slittino 2013
La Coppa del Mondo juniores di slittino 2012/13, ventesima edizione della manifestazione organizzata dalla Federazione Internazionale Slittino, è iniziata il 9 dicembre 2012 a Lillehammer, in Norvegia, e si è conclusa il 16 febbraio 2013 a Winterberg, in Germania. Si sono disputate ventitré gare: sei nel singolo uomini, nel singolo donne e nel doppio e cinque nella gara a squadre in sei differenti località. Le tappe di Oberhof e Calgary hanno assegnato rispettivamente anche il titolo europeo e quello pacifico-americano di categoria.
L'appuntamento clou della stagione sono stati i campionati mondiali juniores 2013 disputatisi sulla pista olimpica di Park City, Utah, Stati Uniti, competizione non valida ai fini della Coppa del Mondo.

## Risultati

### Singolo uomini
| Data             | Località             | Nazione  | Primo classificato       | Secondo classificato    | Terzo classificato          |
| ---------------- | -------------------- | -------- | ------------------------ | ----------------------- | --------------------------- |
| 9 dicembre 2012  | Lillehammer          | Norvegia | Florian Berkes Germania  | Armin Frauscher Austria | Riks Rozītis Lettonia       |
| 16 dicembre 2012 | Schönau am Königssee | Germania | Florian Berkes Germania  | Toni Gräfe Germania     | Chris Eißler Germania       |
| 25 gennaio 2013  | Calgary              | Canada   | Kevin Fischnaller Italia | Florian Berkes Germania | Maksim Aravin Russia        |
| 2 febbraio 2013  | Oberhof              | Germania | Emanuel Rieder Italia    | Chris Eißler Germania   | Georg Reumschüssel Germania |
| 9 febbraio 2013  | Igls                 | Austria  | Kevin Fischnaller Italia | Emanuel Rieder Italia   | Chris Eißler Germania       |
| 16 febbraio 2013 | Winterberg           | Germania | Chris Eißler Germania    | Toni Gräfe Germania     | Kevin Fischnaller Italia    |

### Singolo donne
| Data             | Località             | Nazione  | Prima classificata              | Seconda classificata            | Terza classificata              |
| ---------------- | -------------------- | -------- | ------------------------------- | ------------------------------- | ------------------------------- |
| 9 dicembre 2012  | Lillehammer          | Norvegia | Natalie Burkhardt Germania      | Sandra Robatscher Italia        | Angelique Fleischer Germania    |
| 16 dicembre 2012 | Schönau am Königssee | Germania | Natalie Burkhardt Germania      | Saskia Langer Germania          | Carolin von Schleinitz Germania |
| 25 gennaio 2013  | Calgary              | Canada   | Natalie Burkhardt Germania      | Carolin von Schleinitz Germania | Angelique Fleischer Germania    |
| 2 febbraio 2013  | Oberhof              | Germania | Natalie Burkhardt Germania      | Maria Nass Germania             | Saskia Langer Germania          |
| 9 febbraio 2013  | Igls                 | Austria  | Sandra Robatscher Italia        | Natalie Burkhardt Germania      | Maria Messner Italia            |
| 16 febbraio 2013 | Winterberg           | Germania | Carolin von Schleinitz Germania | Natalie Burkhardt Germania      | Angelique Fleischer Germania    |

### Doppio
| Data             | Località             | Nazione  | Primi classificati                          | Secondi classificati                     | Terzi classificati                          |
| ---------------- | -------------------- | -------- | ------------------------------------------- | ---------------------------------------- | ------------------------------------------- |
| 8 dicembre 2012  | Lillehammer          | Norvegia | Tyler Andersen Anthony Espinoza Stati Uniti | Marián Zemaník Jozef Petrulák Slovacchia | Jurij Kalinin Sergej Beljaev Russia         |
| 15 dicembre 2012 | Schönau am Königssee | Germania | Julius Löffler Florian Küchler Germania     | Tim Brendel Florian Funk Germania        | Florian Löffler Manuel Stiebing Germania    |
| 24 gennaio 2013  | Calgary              | Canada   | Tim Brendel Florian Funk Germania           | Jurij Kalinin Sergej Beljaev Russia      | Stanislav Mal'cev Oleg Faschutdinov Russia  |
| 1º febbraio 2013 | Oberhof              | Germania | Julius Löffler Florian Küchler Germania     | Florian Löffler Manuel Stiebing Germania | Tyler Andersen Anthony Espinoza Stati Uniti |
| 8 febbraio 2013  | Igls                 | Austria  | Florian Gruber Simon Kainzwaldner Italia    | Tim Brendel Florian Funk Germania        | Julius Löffler Florian Küchler Germania     |
| 15 febbraio 2013 | Winterberg           | Germania | Tim Brendel Florian Funk Germania           | Luca Hunziker Christian Maag Svizzera    | Julius Löffler Florian Küchler Germania     |

### Gara a squadre
| Data             | Località             | Nazione  | Prima classificata                                                             | Seconda classificata                                                           | Terza classificata                                                             |
| ---------------- | -------------------- | -------- | ------------------------------------------------------------------------------ | ------------------------------------------------------------------------------ | ------------------------------------------------------------------------------ |
| 9 dicembre 2012  | Lillehammer          | Norvegia | Germania                                                                       | Russia                                                                         | Stati Uniti                                                                    |
| 16 dicembre 2012 | Schönau am Königssee | Germania | Germania Natalie Burkhardt Florian Berkes Julius Löffler / Florian Küchler     | Italia Sandra Robatscher Emanuel Rieder Florian Gruber / Simon Kainzwaldner    | Austria Miriam Kastlunger David Gleirscher David Trojer / Philip Knoll         |
| 25 gennaio 2013  | Calgary              | Canada   | Germania Natalie Burkhardt Florian Berkes Tim Brendel / Florian Funk           | Italia Sandra Robatscher Kevin Fischnaller Florian Gruber / Simon Kainzwaldner | Stati Uniti Summer Britcher Tucker West Tyler Andersen / Anthony Espinoza      |
| 2 febbraio 2013  | Oberhof              | Germania | Germania Natalie Burkhardt Chris Eißler Julius Löffler / Florian Küchler       | Italia Sandra Robatscher Emanuel Rieder Florian Gruber / Simon Kainzwaldner    | Russia Ekaterina Katnikova Aleksandr Gorbacevič Jurij Kalinin / Sergej Beljaev |
| 9 febbraio 2013  | Igls                 | Austria  | Italia Sandra Robatscher Kevin Fischnaller Florian Gruber / Simon Kainzwaldner | Germania Carolin von Schleinitz Chris Eißler Tim Brendel / Florian Funk        | Russia Viktorija Demčenko Maksim Aravin Jurij Kalinin / Sergej Beljaev         |

## Classifiche

### Singolo uomini[1]
| Pos. | Nome                 | Nazione  | LIL | KÖN | CAL | OBE | IGL | WIN | Totale |
| ---- | -------------------- | -------- | --- | --- | --- | --- | --- | --- | ------ |
| 1    | Florian Berkes       | Germania | 1   | 1   | 2   | 4   | 4   | 4   | 465    |
| 2    | Chris Eißler         | Germania | 9   | 3   | 12  | 2   | 3   | 1   | 396    |
| 3    | Kevin Fischnaller    | Italia   | -   | 8   | 1   | 5   | 1   | 3   | 367    |
| 4    | Toni Gräfe           | Germania | -   | 2   | 4   | 6   | 5   | 2   | 335    |
| 5    | Armin Frauscher      | Austria  | 2   | 9   | 10  | 8   | 7   | 10  | 284    |
| 6    | Emanuel Rieder       | Italia   | -   | 12  | 6   | 1   | 2   | -   | 267    |
| 7    | Georg Reumschüssel   | Germania | -   | 6   | 7   | 3   | 8   | 7   | 254    |
| 8    | Maksim Aravin        | Russia   | 4   | 7   | 3   | 11  | 10  | -   | 246    |
| 9    | Christian Paffe      | Germania | -   | 4   | -   | 9   | 6   | 5   | 204    |
| 10   | Aleksandr Gorbacevič | Russia   | 16  | 11  | 8   | 10  | 11  | 16  | 196    |

### Singolo donne[2]
| Pos. | Nome                   | Nazione     | LIL | KÖN | CAL | OBE | IGL | WIN | Totale |
| ---- | ---------------------- | ----------- | --- | --- | --- | --- | --- | --- | ------ |
| 1    | Natalie Burkhardt      | Germania    | 1   | 1   | 1   | 1   | 2   | 2   | 570    |
| 2    | Sandra Robatscher      | Italia      | 2   | 15  | 4   | 5   | 1   | 11  | 360    |
| 3    | Saskia Langer          | Germania    | -   | 2   | 5   | 3   | 9   | 4   | 309    |
| 4    | Carolin von Schleinitz | Germania    | -   | 3   | 2   | -   | 7   | 1   | 301    |
| 5    | Angelique Fleischer    | Germania    | 3   | 4   | 3   | DNF | 14  | 3   | 298    |
| 6    | Summer Britcher        | Stati Uniti | 7   | 7   | 13  | 13  | 8   | 7   | 240    |
| 7    | Andrea Vötter          | Italia      | 11  | 16  | 15  | 7   | 6   | 5   | 236    |
| 8    | Ekaterina Katnikova    | Russia      | 12  | 11  | 6   | 4   | 17  | 12  | 232    |
| 9    | Miriam Kastlunger      | Austria     | 4   | 5   | 8   | -   | 5   | -   | 212    |
| 10   | Maria Mass             | Germania    | -   | 10  | -   | 2   | 13  | 6   | 201    |

### Doppio[3]
| Pos. | Nome                                | Nazione     | LIL | KÖN | CAL | OBE | IGL | WIN | Totale |
| ---- | ----------------------------------- | ----------- | --- | --- | --- | --- | --- | --- | ------ |
| 1    | Julius Löffler Florian Küchler      | Germania    | 7   | 1   | 5   | 1   | 3   | 3   | 441    |
| 2    | Tim Brendel Florian Funk            | Germania    | -   | 2   | 1   | 4   | 2   | 1   | 430    |
| 3    | Tyler Andersen Anthony Espinoza     | Stati Uniti | 1   | 6   | 9   | 3   | 5   | 5   | 369    |
| 4    | Jurij Kalinin Sergej Beljaev        | Russia      | 3   | 7   | 2   | 6   | 4   | 8   | 353    |
| 5    | Florian Gruber Simon Kainzwaldner   | Italia      | 5   | 5   | 6   | 15  | 1   | 6   | 336    |
| 6    | Luca Hunziker Christian Maag        | Svizzera    | 8   | 10  | 4   | -   | 10  | 2   | 259    |
| 7    | Florian Löffler Manuel Stiebing     | Germania    | -   | 3   | -   | 2   | 6   | 7   | 251    |
| 8    | Marián Zemaník Jozef Petrulák       | Slovacchia  | 2   | 4   | DNF | 5   | 12  | DNF | 232    |
| 9    | Stanislav Mal'cev Oleg Faschutdinov | Russia      | -   | 12  | 3   | 7   | 14  | 9   | 215    |
| 10   | Rostislav Bednov Roman Osipenko     | Russia      | 9   | 8   | -   | 10  | 11  | 10  | 187    |

### Gara a squadre[4]
| Pos. | Nome        | LIL | KÖN | CAL | OBE | IGL | Totale |
| ---- | ----------- | --- | --- | --- | --- | --- | ------ |
| 1    | Germania    | 1   | 1   | 1   | 1   | 2   | 485    |
| 2    | Italia      | 4   | 2   | 2   | 2   | 1   | 415    |
| 3    | Russia      | 2   | 5   | 4   | 3   | 3   | 340    |
| 4    | Stati Uniti | 3   | 4   | 3   | 4   | 5   | 315    |
| 5    | Ucraina     | 9   | 7   | 6   | 8   | 7   | 223    |
| 6    | Austria     | 5   | 3   | -   | 7   | 6   | 221    |
| 7    | Slovacchia  | 10  | 9   | 7   | 5   | 9   | 215    |
| 8    | Canada      | 6   | DNS | 5   | 6   | 8   | 197    |
| 9    | Lettonia    | 7   | 6   | -   | 10  | 4   | 192    |
| 10   | Romania     | -   | 8   | -   | 9   | -   | 81     |